# Hermann Matschiner
Hermann Matschiner (* 24. Oktober 1935 in Czalositz, Kreis Leitmeritz; † 8. Juni 2022 in Halle (Saale)) war ein deutscher Chemiker, Hochschullehrer und Unternehmer.

## Leben
Matschiner studierte von 1954 bis 1959 Chemie an der Martin-Luther-Universität Halle-Wittenberg. Anschließend war er wissenschaftlicher Mitarbeiter an der Martin-Luther-Universität und nachfolgend an der Universität Bratislava. Von 1961 bis 1962 war er zu einem Studienaufenthalt in Prag, wo am Institut für Polarographie der Tschechoslowakischen Akademie der Wissenschaften (heutiger Name J.-Heyrovský-Institut für Physikalische Chemie der Tschechischen Akademie der Wissenschaften) der wenige Jahre zuvor mit dem Nobelpreis für Chemie ausgezeichnete Jaroslav Heyrovský seine Doktorarbeit betreute. Matschiner promovierte 1963 in Halle über Polarographische Untersuchungen von Kobaltcyanidkomplexen. 1969 habilitierte er sich in Halle, seine Habilitationsschrift verfasste er über Elektrochemisches Verhalten von Phosphor- und Arsenorganoverbindungen. Von 1972 bis 1992 hatte er den Lehrstuhl für Elektrochemie an der Martin-Luther-Universität inne. Schwerpunkte seiner Forschungsarbeit betrafen Themen der Elektrosynthese, Elektroanalytik und Umwelttechnik. Am 1. September 1977 wurde er zum Leiter des Wissenschaftsbereiches Analytische Chemie der Universität Halle ernannt.
1992 gründete Matschiner die ECH Elektrochemie Halle GmbH und war bis 2005 ihr Geschäftsführer. 2005 bis 2013 fungierte er als Projektleiter des Steinbeis Transferzentrums Ressourcen-Technologie und Management in Halle/Saale. Von 2010 bis 2013 war er Vorstandsvorsitzender des BVIR Bundesverbandes Infrarot-Heizung e.V., ab 2013 Ehrenmitglied.

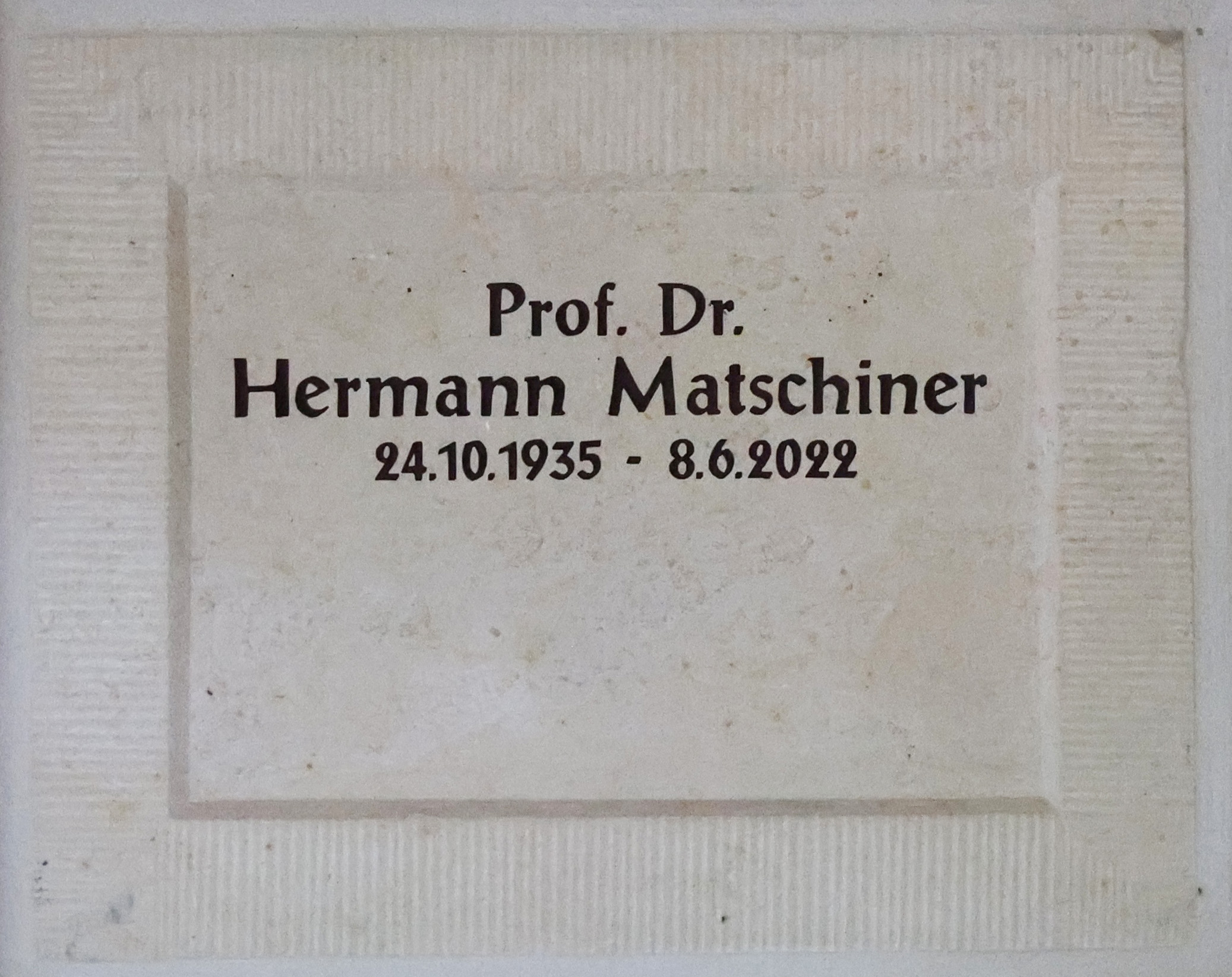
Grabplatte auf dem Stadtgottesacker in Halle

Matschiner verstarb 86-jährig am 8. Juni 2022 und wurde am 22. Juni auf dem Stadtgottesacker in Halle zur Ruhe gebettet.

## Schriften
- Hermann Matschiner: Elektrochemie organischer Verbindungen. Akademie-Verlag, Berlin 1982, OCLC 11090946.
- Hermann Matschiner: Infrarotheizung: Ein Heizsystem mit Zukunft. Jenaer Akademische Verlagsgesellschaft, Jena 2010, ISBN 978-3-9812008-6-7.

## Belege
1. 1 2  Steinbeis R.T.M. Halle (Memento vom 9. Dezember 2013 im Internet Archive)
2. ↑  Hermann Matschiner: Elektrochemisches Verhalten von Phosphor- und Arsenorganoverbindungen. Halle 1969, OCLC 74081409.
3. ↑  Uni Halle: Weniger Sonderabfall – geringere Umweltbelastung (Memento vom 27. September 2013 im Internet Archive), S. 33, abgerufen am 2. Dezember 2011.
4. ↑  Website des BVIR Bundesverband Infrarot-Heizung e.V.
5. ↑  Mitglieder, auf bundesverband-infrarotheizung.de

| Personendaten    | Personendaten                          |
| ---------------- | -------------------------------------- |
| NAME             | Matschiner, Hermann                    |
| KURZBESCHREIBUNG | deutscher Chemiker und Hochschullehrer |
| GEBURTSDATUM     | 24. Oktober 1935                       |
| GEBURTSORT       | Czalositz                              |
| STERBEDATUM      | 8. Juni 2022                           |
| STERBEORT        | Halle (Saale)                          |